# Madīnat az-zahrāʾ

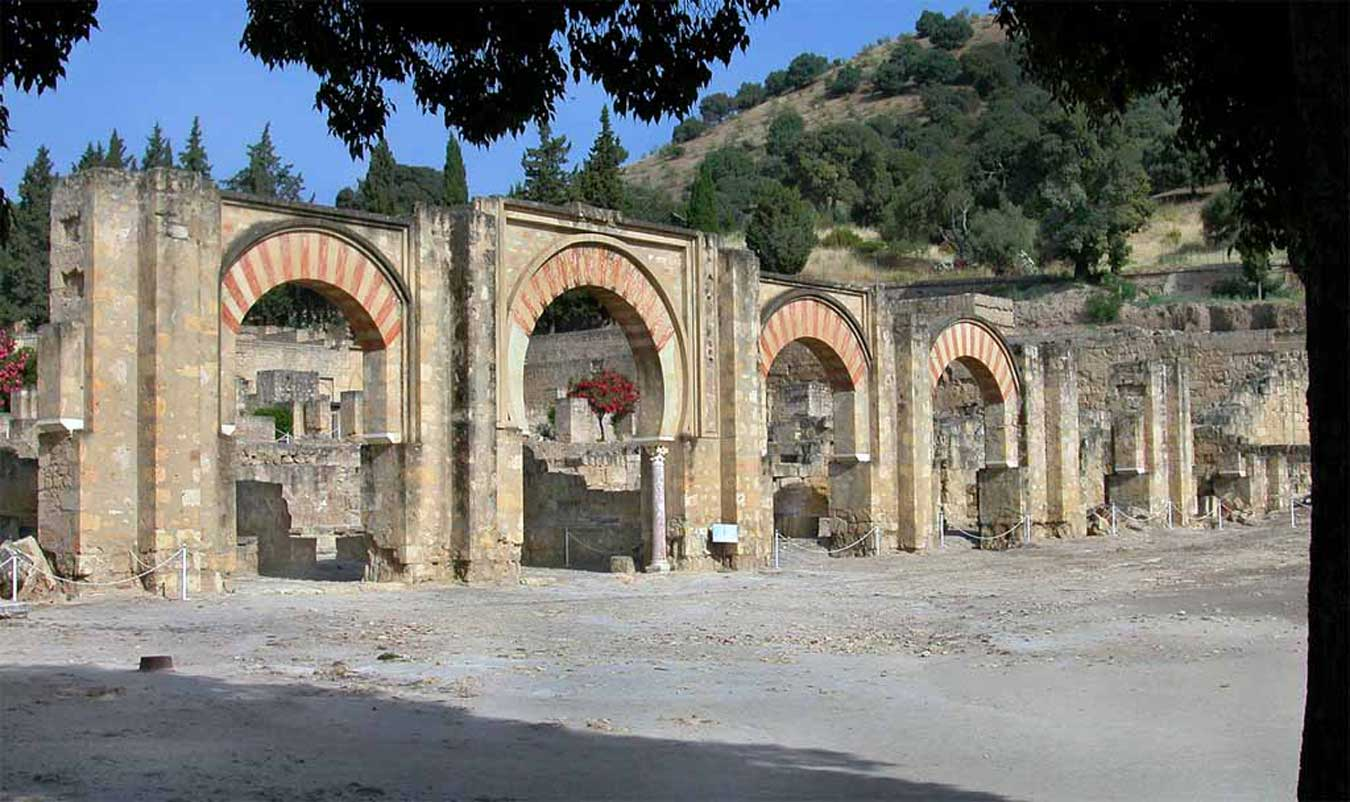
Portikus am Paradeplatz

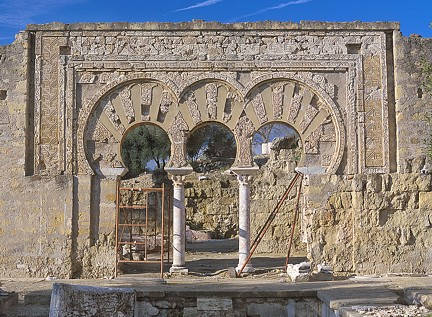
Portal der Casa de Alberca mit rechteckiger Alfiz-Rahmung

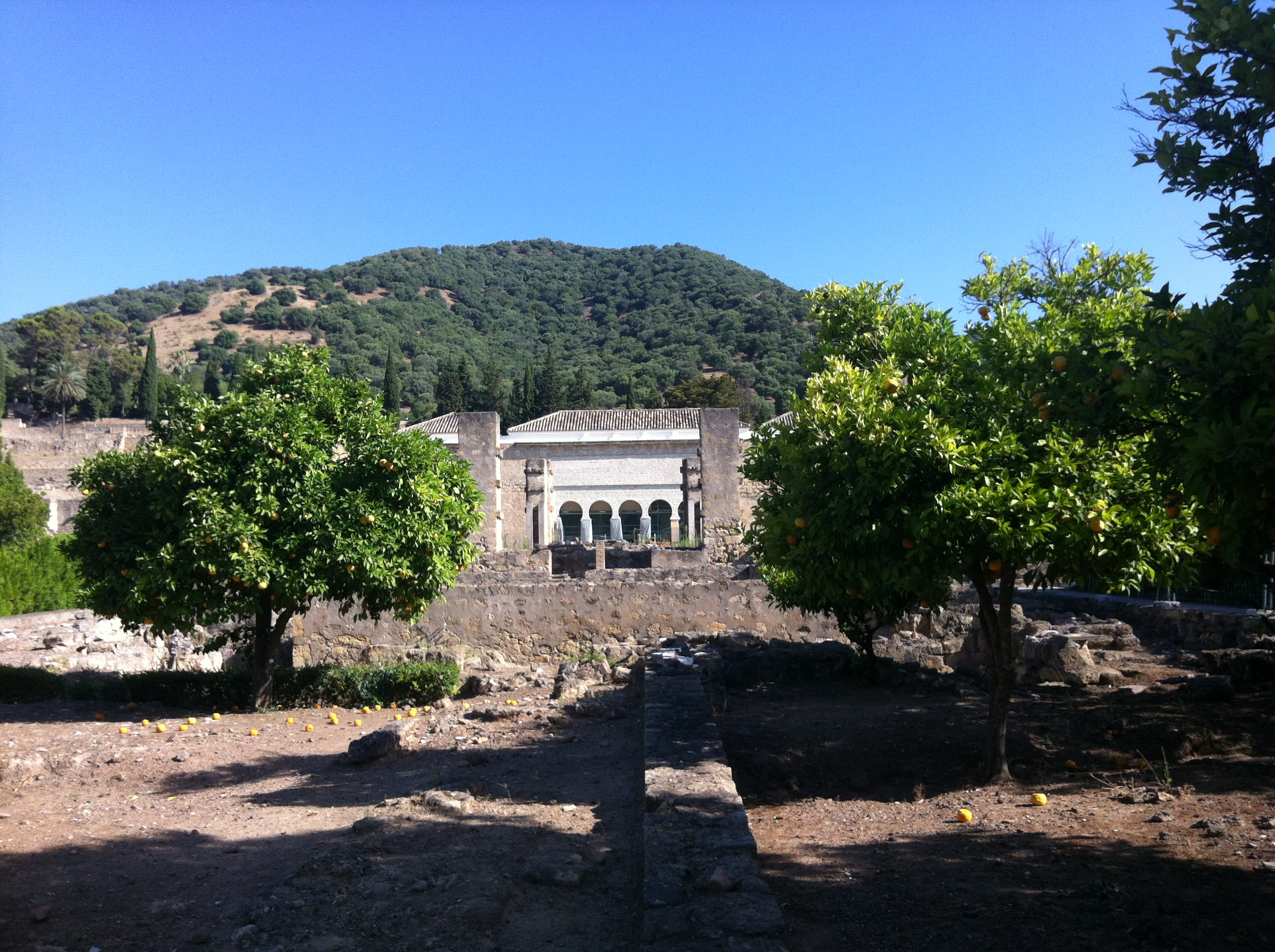
Botschaftersaal (salon rico)

Madīnat az-zahrāʾ (arabisch مدينة الزهراء, DMG madīnatu ʾz-zahrāʾ ‚Stadt der Zahrāʾ‘, spanisch Medina Azahara), von Abd ar-Rahman III. (al-Nasir) aus der Dynastie der umayyadischen Kalifen von Córdoba im Jahr 936 in Auftrag gegeben und einer historischen Anekdote zufolge einer seiner Konkubinen namens az-Zahrāʾ gewidmet, ist eine im Jahr 1910 wiederentdeckte und in großen Teilen rekonstruierte ehemalige Palaststadt bei Córdoba in Andalusien im südlichen Spanien.

## Lage
Madīnat az-zahrāʾ liegt etwa 8 km westlich von Córdoba am Fuß der Sierra Morena bzw. des Berges Ǧabal al-ʿArūs (spanisch Monte de la Desposada; dt. „Berg der Braut“). Von hier aus bieten sich Blicke auf das Tal des Guadalquivir mit Córdoba im Hintergrund.

## Geschichte
Mit dem Bau der Palaststadt wurde im Jahr 936 unter der Aufsicht des Meisterarchitekten Maslama ibn Abdallah begonnen. Neun Jahre später (945) zog der Hof von Córdoba in die Stadt, die zu diesem Zeitpunkt bereits über die Hauptmoschee (Ǧāmiʿ) verfügte. Die Münzprägestätte wurde um 947/48 hierhin verlegt. Dennoch dauerte die endgültige Fertigstellung bis zur Herrschaft von Al-Hakam II. (reg. 961–976). Dies erklärt die stilistischen Unterschiede zwischen der Stadt und der Erweiterung der Moschee von Córdoba, die vom Sohn und Nachfolger Al-Nasirs in Auftrag gegeben wurde. In den Jahren des Aufstands (fitna) gegen die Herrschaft von Hischam II. (reg. 976–1009 und 1010–1013) wurde sie zerstört.

## Architektur
Die Palastanlage ist in Terrassen gegliedert, wobei die oberste die des Kalifen war, die darunter liegende die der Verwaltungsbeamten (Haus des Wesirs, Leibgarde, Salón Rico, Verwaltungsabteilungen, Gärten etc.). Wiederum eine Ebene tiefer liegt die eigentliche Stadt mit Wohnhäusern, Werkstätten und der Hauptmoschee, die durch eine Mauer von den beiden Palastbereichen getrennt war.
Weist der islamische Städtebau ansonsten eher eine labyrinthische oder gar chaotische Anlage auf, so ist Medīnat az-Zahrāʾ im Gegensatz dazu rechtwinklig angelegt, auf einer Fläche von etwa 1500 m × 750 m, mit einem gut geplanten Frisch- und Abwassernetz. Die Anlage wird als die größte, in einem Zug geplante und angelegte städtische Ansiedlung im Mittelmeergebiet betrachtet.
Bislang (Stand 2025) wurden etwa 20 % der Grundfläche ausgegraben, wobei der Salón Rico herausragt. Er diente dem Empfang von wichtigen Gesandten und verfügt über drei mit roten und bläulichen Marmorbögen getrennte Längsschiffe, die am Kopfende von einem Querschiff abgeschlossen werden. Die untere Hälfte der Wände des Salóns waren mit marmornen Pflanzenmotiven verziert, worauf unterschiedliche Motive folgten. Das Ganze wurde darüber abgeschlossen durch die typischen maurischen Holzschnitzereien. Die Säulenstümpfe bestehen aus abwechselnd blauem und rosafarbenen Marmor.
Trotz der qualitativ hochwertigen und dauerhaften Materialien bestand Medīnat az-Zahrāʾ nicht einmal ein Jahrhundert lang, denn schon im Jahr 1010 wurde sie als Folge des Bürgerkrieges, der dem Kalifat von Córdoba den Untergang brachte, erobert und zerstört. In den darauffolgenden Jahrhunderten setzte sich die Plünderung und Ausräumung fort. So wurde die Anlage als Steinbruch für andere Bauten und spätere Gebäude verwendet.

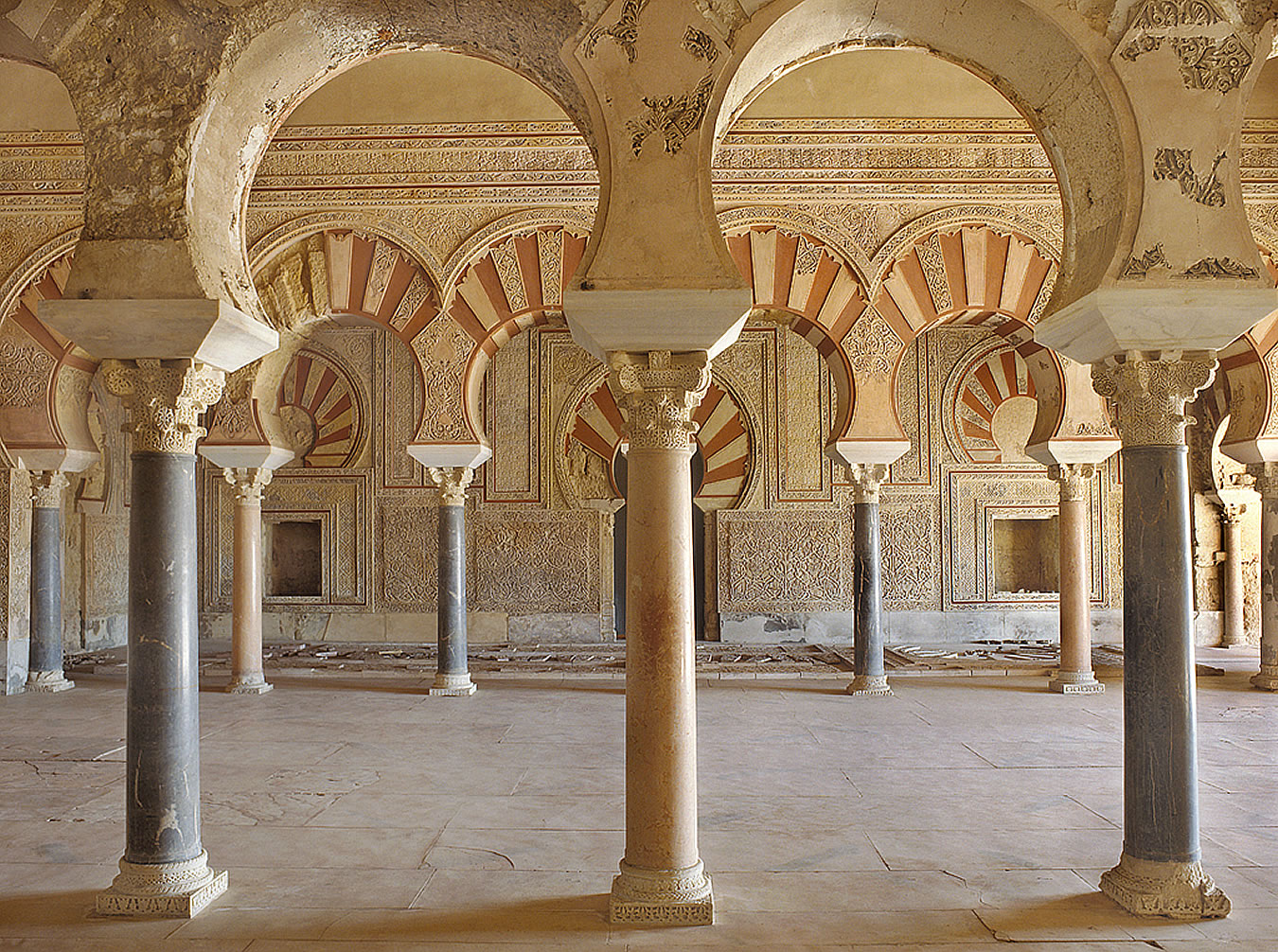
Medina Azahara: Salón Rico
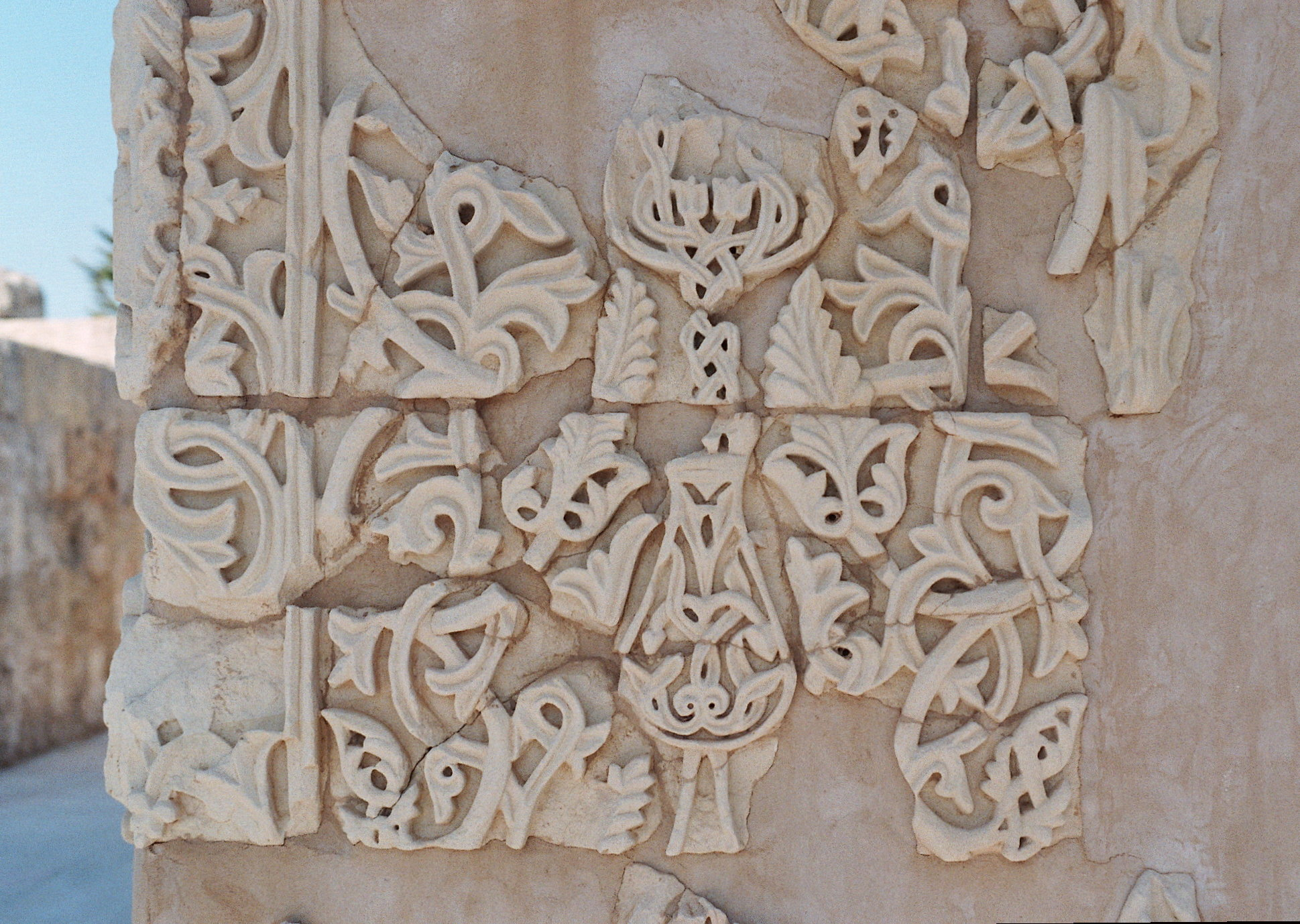
Restaurierte Arabesken an einer Wand
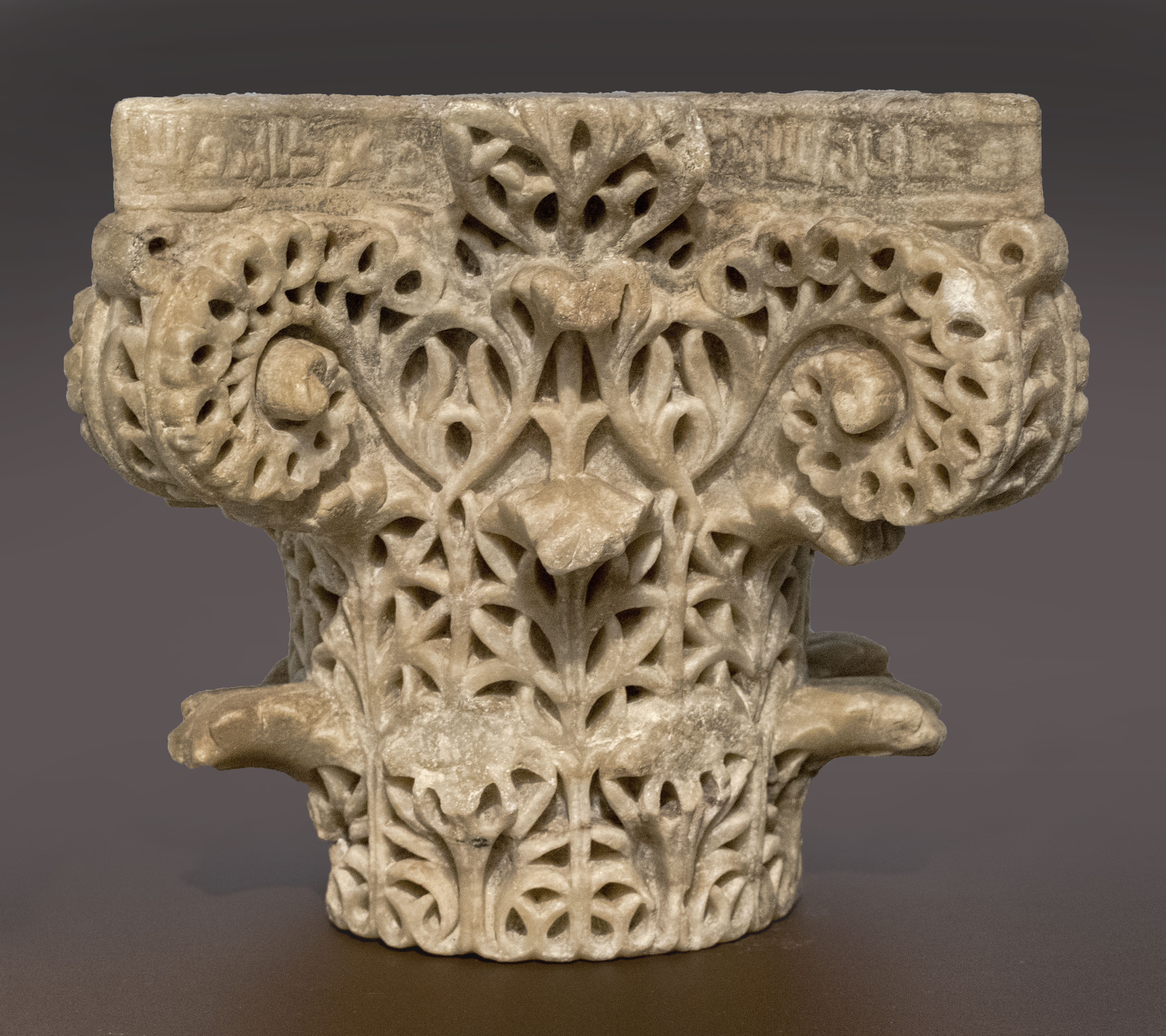
Kapitell im Maurischen Stil
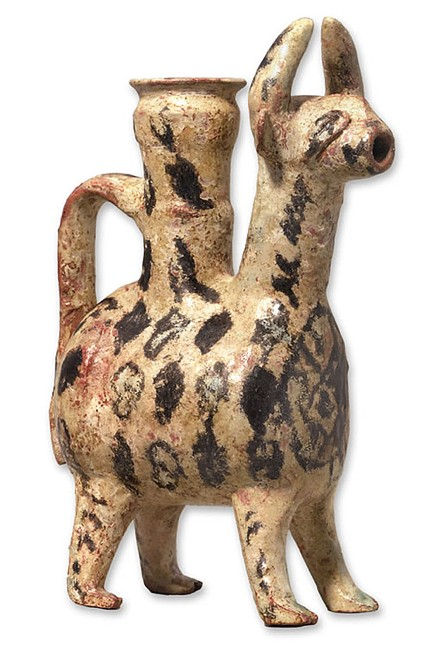
Giraffenfigur (10./11. Jh.)

## Museum
Das im Jahr 2007 eröffnete Museum befindet sich inmitten von Feldern und Olivenplantagen am Fuß der Palaststadt und präsentiert in einer modernen Architektur zahlreiche Kleinfunde.